# Du gamla, du fria
För andra betydelser, se Du gamla, du fria (olika betydelser).
Du gamla, du fria är Sveriges nationalsång, skriven av Richard Dybeck 1844 i form av två strofer till den gamla folkmelodin Så rider jag mig över tolvmilan skog. Likt bland annat Storbritanniens och Finlands nationalsånger har detta musikverk aldrig officiellt, genom politiska beslut, antagits som nationalsång. Dess status som nationalsång vilar alltså helt på traditionen. Den används dock som nationalsång även vid så officiella tillställningar som statsbesök och är självklar som Sveriges nationalsång vid exempelvis sportevenemang.
Dybecks två strofer är färgade av den då rådande skandinavismen och handlar om Norden snarare än om Sverige. Flera försök att lansera tilläggsstrofer som tydligare framhäver namnet och landet Sverige har gjorts genom åren. Vid unionsupplösningen 1905 skrev Louise Ahlén två strofer vilka publicerades i tidningarna och senare i ett par sångböcker 1910 och var med i några senare upplagor för att sedan försvinna. Ahléns strofer togs upp av operasångaren Carl Fredrik Lundqvist som omformade dem till en tredje strof som börjar "Jag älskar dig, Sverige". Detta medför att den polska nationalsången påstås vara den enda nationalsång där Sverige, i formen "svenska", nämns. 
Genom åren har Du gamla, du fria publicerats under olika titlar och även texten skiljer sig i olika tryckta verk.

## Historia

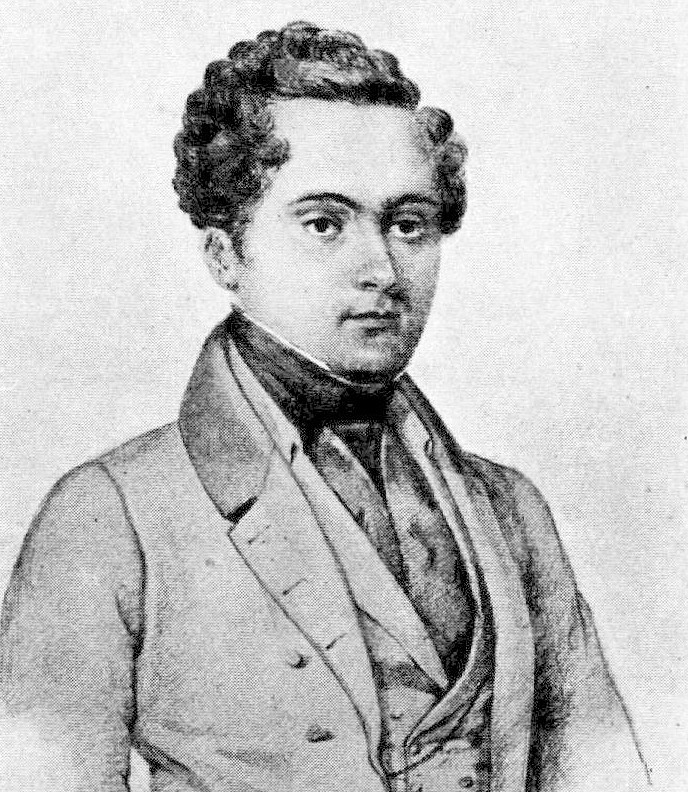
Richard Dybeck, tecknad av L.W. Herrlin.

Den ursprungliga texten till Du gamla, du fria skrevs 1844 av folkminnesforskaren Richard Dybeck till en folkmelodi som han upptecknat i sin hembygd i Odensvi i Västmanland. Han var nyligen hemkommen från en vistelse i Idre i Dalarna, där han tros ha inspirerats av fjället Städjan. Sången framfördes första gången vid en Aftonunderhållning med nordisk folkmusik som han höll den 18 november 1844 i det Kirsteinska huset i Stockholm. Själv menade Dybeck att "de högst medelmåttiga orden" hade tillfällighetskaraktär och inte var avsedda att spridas vidare. Sedan texten (till Dybecks förargelse) hade fått spridning genom Ahlströms och Bomans sångbok Valda svenska folksånger, folkdansar och folklekar år 1845, lät han dock själv publicera den, och i över femton års tid därefter sjöngs sången som avslutningsnummer vid Dybecks musikaliska aftonunderhållningar och trycktes i programmen till dessa.
Dybecks ursprungliga text inleddes med raden "Du gamla, du friska", och det var också denna ordalydelse som spreds i hundratals visböcker och Dybecks egna programtryck under många år. 1866 ändrade han dock själv texten till "Du gamla, du fria", men det var till en början svårt att få genomslag för denna ändring eftersom den ursprungliga versionen redan hunnit spridas i hundratals tryck. Först sedan Carl Fredrik Lundqvist tagit upp sången på sin repertoar och kring sekelskiftet 1900 fått kunskap om Dybecks önskemål om revidering, började de nya inledningsorden "Du gamla, du fria" få mer allmän spridning. Dybecks biograf Carl Mangård berättar om en konsert i Köpings kyrka sommaren 1900:
| ” | Lundqvist (operasångaren Carl Fredrik Lundqvist 1841-1920) medverkade som solist och blev efter konserten jämte Hedenblad inviterad till prästgården av dåvarande kyrkoherden, kontraktsprosten And. Arhusiander. Prosten anmärkte därvid, att det skulle heta Du gamla, du fria, ej Du gamla, du friska. Då det invändes, att det stod 'du friska' i alla tillgängliga sångsamlingar och sångböcker, svarade prosten, att det gjorde detsamma, det var orätt i alla fall. Dybeck hade själv gjort anmärkning därpå, då några personer utgivit sången, och med den texten, utan hans tillåtelse. Arhusiander kände Dybeck personligen mycket väl [...] Både Lundqvist och Hedenblad beslöto efter detta att ändra texten till 'fria' i stället för 'friska'. | „ |

Den folkvisa som ligger till grund för Dybecks skapelse ("Så rider jag mig genom tolfmilan skog") trycktes första gången 1845 i Runa. Den räknas idag till riddarvisorna i Sveriges Medeltida Ballader och är nedtecknad som SMB 133 G, en variant av "Kärestans död". Originaltexten till nationalsången publicerades i samma tidskrift 1865, då under titeln "Sång till Norden" med tillägget: "Melodien från Westmanland. Orden nyare af Dbk". Det var också som "folkvisa" som texten spreds i vissamlingar under de första trettio åren sedan Dybeck försett den folkliga melodin med sin litterära text. Först på 1890-talet började den jämte texter som "Bevare Gud vår kung" och "Kungssången" att kategoriseras som "fosterländsk sång" i sångböckerna, och ännu på 1920-talet kunde den publiceras enbart som "folkvisa". I Normal-sångbok för Svenska skolor som var den första mer omfattande sångboken för svenska skolor, och vars första utgåva utkom 1888, kallas den "Till Svenska fosterjorden" och första strofen lyder fortfarande "Du gamla, du friska".
En händelse som bidrog till att Dybecks text i vissa kretsar började få status som nationalsång var att kung Oscar II vid en promotionsmiddag på universitetet i Lund våren 1893 reste sig upp när sången framfördes. Folklig spridning som sådan fick den genom den redan nämnde operasångaren Carl Fredrik Lundqvist, som enligt sin egen mening "invigde den sången till vår nationalhymn" genom sitt framförande av den vid Uppsala universitets 400-årsjubileum 1877 och sedan under decennier använde den som avslutningsnummer vid sina många konserter i Sverige.
Många menade dock ännu kring sekelskiftet 1900 att Du gamla, du fria var olämplig som nationalsång – i jämförelse med till exempel Norges var melodin för släpig och texten för vag i fråga om vilket land som egentligen besjöngs. År 1899 anordnades en "folksångstävling" för att försöka få fram en ny nationalsång; en följdverkan av denna blev Verner von Heidenstams dikt Sverige som senare tonsattes av Wilhelm Stenhammar, men någon ny nationalsång resulterade den inte i. Ambitionen att åstadkomma en "svenskare" nationalsång tog sig också uttryck i olika förslag till tillägg till Dybecks två strofer: Carl Fredrik Lundqvist skrev en egen strof ("Jag älskar dig Sverige..."), Louise Ahlén två strofer som trycktes i ett par visböcker 1910 ("Jag städs' vill dig tjäna..."), Frans Österblom fyra separata strofer ("Jag älskar min hembygd..."). Under 1900-talets tre första decennier vann Dybecks text allt mer status som "nationalsång" i sångböckerna, och nu med formen du fria som den vedertagna också i tryck. Ännu under 1930-talet rasade dock en flerårig pressdebatt om dess lämplighet. Att Sveriges Radio år 1938 började spela sången som avslutning på kvällens program och att man 1940 anordnade ett (i sig felaktigt) 75-årsfirande av dess tillkomst kan ha bidragit till att tills vidare säkerställa dess ställning som Sveriges traditionella nationalsång.

## Status
Du gamla, du fria är inte formellt antagen som Sveriges nationalsång, men fungerar som sådan även i högst officiella sammanhang och får genom tradition anses ha erhållit en officiell ställning som nationalsång. Enskilda riksdagsledamöter från Moderaterna, Kristdemokraterna, Socialdemokraterna samt Sverigedemokraterna har i olika motioner vid flera tillfällen föreslagit att nationalsången också skall fastställas officiellt. I konstitutionsutskottets behandling av dessa förslag har det konstaterats att nationalsången har etablerats och fått fast förankring i stora delar av befolkningen utan påverkan av beslut från statsmakternas sida. Utskottet har ansett att en nationalsång bör tillkomma på detta sätt och att det därför inte finns något behov av ett juridiskt erkännande av Du gamla, du fria som nationalsång. Samtliga motioner har avslagits av riksdagen.

## Texter

### Svensk text (Du gamla, du fria)
Ursprunglig text av Richard Dybeck, hämtad från Normal-sångbok för Svenska skolor (1888), och hans senare, den numera traditionella versionen, hämtad från Nu ska vi sjunga (1943):
| Ursprunglig | Senare (traditionella) |
| --- | --- |
| Du gamla, du friska, du fjellhöga Nord, Du tysta, du glädjerika sköna! Jag helsar dig, vänsta land uppå jord, 𝄆 Din sol, din himmel, dina ängder gröna. 𝄇 Du tronar på minnen från fornstora da'r, Då äradt ditt namn flög öfver jorden; Jag vet att du är och blir hvad du var, 𝄆 Ack, jag vill lefva, jag vill dö i Norden! 𝄇 | Du gamla, Du fria, Du fjällhöga nord Du tysta, Du glädjerika sköna! Jag hälsar Dig, vänaste land uppå jord, 𝄆 Din sol, Din himmel, Dina ängder gröna. 𝄇 Du tronar på minnen från fornstora da'r, då ärat Ditt namn flög över jorden. Jag vet att Du är och Du blir vad Du var. 𝄆 Ja, jag vill leva jag vill dö i Norden. 𝄇 |

### Finsk text (Pohjolanmaa)
Pohjolanmaa (”Nordiska land”); text enligt Skolverket, skriven av Alpo Noponen(fi) (1862–1927), hämtad från Helsingfors arbetarinstituts sångbok (1928):
| Finsk text | Fri översättning |
| --- | --- |
| Sä jylhä ja ponteva pohjolanmaa, sä hiljainen riemun kehto parhain, sä armahin seutu, min kohdata saa, 𝄆 maa kukkanurmein, koskein, tähtitarhain. 𝄇 Sun muistosi suuret, sun uljahat työs ei hukkua saata ajanvuolla; mit’ ennen voit olla, voit vastakin myös – 𝄆 mä pohjolassa tahdon elää, kuolla. 𝄇 | Du fjällrika och kraftulla nordiska land, du tysta glädjerika vagga det bästa, du kära trakt, man någonsin bemöta få, 𝄆 land å blomsterängar, bäckar, stjärnklara himlar. 𝄇 Dina minnen stora, dina storslagna verk ej må drunkna med tidens flöde; vad innan du kunnat vara, du kan igen också – 𝄆 jag i norden vill leva, dö. 𝄇 |

### Sydsamisk text
Text via Skarvsjöby nomadskola (aktiv 1926–1945) hämtad från en radioinspelning från 1938:
Tån aiteki lanta tu all vari kum,
tån tjappa tån avost tievas ätnam.
Mån ätsav tu fapmokis ruodnis mietsi kum
𝄆 tu almev, tu jaurit, tu änoit. 𝄇
Tu namma li allak tu fapmo vil aj,
tu kudne kitt alme radjai kulloi.
Mån tietav att nåu tat kalka sjaddat aj.
𝄆 Mån sitav viessot, japmet ietjat lunne. 𝄇

## Publikation
- Svensk söndagsskolsångbok 1908 som nr 311 under rubriken "Konung och fosterland"
- Lilla Psalmisten 1909 som nr 226 under rubriken "Sånger vid särskilda tillfällen".
- Svensk söndagsskolsångbok 1929 som nr 279 under rubriken "Hem och fosterland"
- Nu ska vi sjunga, 1943, under rubriken "Andra vackra sånger och visor".
- Barnens svenska sångbok, 1999, under rubriken "Hemma i världen".
- Tidigare utgåvor av Nu ska vi sjunga

## Inspelningar
Den äldst kända bevarade inspelningen av "Du gamla, du fria" är en fonografcylinder från 1890-talet med en insjungning av den danske sångaren August Stitz. Fonogrammet finns bevarad på Århus stadsbibliotek. I soundtracket till spelet Civilization 5 framför kompositören Geoff Knorr två versioner av "Du gamla, du fria".